# Hylocomium tanytrichum
Hylocomium tanytrichum là một loài Rêu trong họ Hylocomiaceae. Loài này được (Mont.) A. Jaeger mô tả khoa học đầu tiên năm 1880.